# آرئی‌دی میوزیک
آرئی‌دی میوزیک (انگلیسی: RED Music) برگرفته از سرواژگان ریلیتیویتی انترتینمنت دیستریبیوشن (Relativity Entertainment Distribution) یک بخش فروش و بازاریابی متعلق به سونی میوزیک بود که در سال ۲۰۱۷ در اورچرد ادغام شد.